# Ukhora
Ukhora (en rus: Ухора) és un poble de l'óblast de Leningrad, a Rússia, que el 2017 tenia 9 habitants, pertany al districte de Vólossovo.